# 진산군 (이순경)
진산군 이순경(晋山君 李順慶, 1584년 ~ 1643년)은 조선 중기의 왕족으로 덕흥대원군의 증손이며, 이향령(李享齡)의 장남이다.

## 생애
조선 중기의 왕족으로 본관은 전주, 휘는 순경(順慶), 자는 언길(彦吉)이다. 덕흥대원군의 증손이며, 선조의 백형 하원군의 손자이다. 아버지는 익성군 이향령(益城君 李享齡)이며, 어머니는 군수(郡守) 진주인(晉州人) 소수(蘇遂)의 딸로 진주군부인 소씨(晋州郡夫人 蘇氏)이다.
부인은 증 참의 청풍인 김기(金錡)의 딸로 현부인 청풍김씨이다.
익성군 장남으로 갑신(甲申) 1584년(선조 17) 10월 30일 탄생하였다. 초수 진산부정(晋山副正)에 책봉되고, 1612년(광해 4) 대북파가 소북파를 제거하기 위해 일으킨 김직재 옥사(金直哉 獄事, 임자옥사) 때 동복동생 진릉군 이태경(晋陵君 李泰慶)을 왕으로 추대하였다는 대북파 이이첨(李爾瞻)의 모함을 받아 이때 온 가족이 연좌되어 정배되고, 진산군은 강진(康津)에 정배되었다.
인조 즉위 후 신원되고, 진산도정(晋山都正)에 책봉되고, 사옹원 부제조(司饔院 副提調)에 제수되었다.
1628년(인조 6) 1월 17일 왕세자 가례(嘉禮) 때의 공로로 가자되고, 1630년(인조 8) 12월 17일 대전관(代奠官)으로 봉무한 공로로 가자되어 이해 12월 18일 중의대부(中義大夫)에 가자 되었다.
오위도총부(五衛都摠府) 부총관(副摠管)을 역임하고, 1636년(인조 14) 병자호란(丙子胡亂)이 일어나 인조가 남한산성으로 몽진할 때 어가를 호종하였다. 계미(癸未) 1643년(인조 21) 3월 15일 향년 60세로 별세하여 충남 논산시 은진면 용산리 세표동 해좌에 예장하였다.

## 가족관계
- 아버지: 익성군 이향령(益城君 李享齡)
- 어머니: 진주군부인 소씨(晋州郡夫人 蘇氏), 군수(郡守) 진주인(晉州人) 소수(蘇遂)의 딸.
- 부인: 현부인 청풍김씨(1588년 - 1643년), 증 참의 청풍인 김기(金錡)의 딸.
  - 장남: 이상한(李相漢)
  - 2남: 이주한(李柱漢)
  - 3남: 오성군 이장한(烏城君 李長漢), 숙부 진릉군 이태경(晋陵君 李泰慶)에게 출계.
  - 4남: 이수한(李樹漢)
  - 장녀: 영월인(寧越人) 신?(辛日+厚)에게 출가.
- 후실: 길개(吉介).
  - 2녀: 증 좌윤(左尹) 밀양인(密陽人) 손경(孫璟)에게 출가.